# سانتا مارغاريتا دي مومبوي
بلدية سانتا مارغاريدا دي مونبويْ (بالكاتالانية: Santa Margarida de Montbui) هي إحدى بلديات مقاطعة برشلونة، والتي تقع في منطقة كاتالونيا، شرق إسبانيا.
يبلغ عدد سكانها 9.825 نسمة وفقاً لإحصائية سنة (2007).

## توأمة
لسانتا مارغاريتا دي مومبوي اتفاقيات توأمة مع:
- ألكاوديتي

## أعلام
- خافي بيريز